# 林作
林作（英語：Joseph Lam Chok，1989年12月23日—），香港網紅，曾發生多次爭議新聞。
最早以藝人男友的身份經常出現於香港娛樂新聞報導中，曾獲大律師資格並拜於資深大律師清洪門下為徒，但於2017年自願除牌。其後曾轉型從事補習名師、財務策劃顧問，並偶有涉足娛樂圈至今。林作於多份報紙雜誌撰寫專欄，如《老作有理》，也不定時與陶傑主持節目。

## 簡歷
林作在單親家庭中長大，母親為王莉妮(Lily)，家境富裕，幼年在香港島的一所小學畢業後，便前往英國升讀中學，先後就讀King's Ely（GCSE，2004-2006）、哈羅公學（英國高考，2006-2008）和牛津大學基督堂學院數學系。
2012年在法律大學（University of Law）取得法律深造文憑。及後在香港大學取得法學碩士，期間他獲得了香港大律師公會頒發的沈澄紀念獎學金。
2015年4月，林作正式成為香港執業大律師，並於張奧偉大律師事務所執業。同年11月，參選黃大仙區龍星選區區議會選舉，以約300票之差敗於爭取連任的譚香文。
2017年2月，林作向香港大律師公會申請放棄大律師資格，其後與遵理學校簽約十年成為IELTS課程講師及海外升學顧問。
2020年4月，出任英國保誠財務策劃顧問。至2023年6月，因為在社交媒體作出不當言論被終止合約。
2023年9月9日，林作開設的場外加密貨幣找換店「林作炒幣」正式開業。9月18日，林作因涉及虚拟货币交易平台JPEX的案件而被捕。

## 演出作品

### 網絡電影
- 2017年：《來自前度的紅色炸彈》（客串－臨演）
- 2017年：《江湖三傻》（客串－作家）
- 2017年：《奪命追兇》（客串－醫生）

### 舞台劇
- 2018年：《蓉姐做的湯圓》[8]

- 2019年：《盧師動眾Madam Show棟篤笑》（飾演－盧宛茵兒子）

### 電視節目（TVB）
- 2018年：《兄弟幫》嘉賓
- 2021年：《Mean Talk》嘉賓

### 電視節目（ViuTV）
- 2017年：晚吹《總有一件喺左近》嘉賓（第8集）
- 2017年：晚吹《KO KOL》主持（兩季）
- 2017年：《超低能特攻隊》第1個禮拜嘉賓
- 2017年：晚吹《有病有真相》嘉賓（第7集）
- 2021年：《七救星》嘉賓（第1集）

### 電視節目（亞洲電視數碼媒體）
- 2018年：《百萬富翁2018》第1集嘉賓（同崔碧珈拍檔）
- 2018年：《尊訪站》嘉賓

### 電視節目（奇妙電視）
- 2017年：《何家姐妹何家餐》第一集嘉賓

### 電視節目（江蘇衛視）
- 2018年：《一站到底》參賽者

### 網絡節目（飲食男女）
- 2018年：《飲食男女 - 麥玲玲 x 林作十九區搵食》主持[9]

## 音樂作品

### 歌曲
- 2018年：《最簡單情歌[10]》- 演唱：林作、黃意雅[11]

## 出版書籍
- 2017年《讀完這本書，你會曉用英文追女仔[12] - Mastering the Art of Seduction in English》

- 2018年《林作雅思必備詞彙 - Jolam's Necessary & Sufficient Vocabulary》- 2018 香港書展出版

- 《香港證券法》一書的編輯之一

## 爭議

### 爭議言論
林作一向自命不凡，個人言行經常展示其標誌性「沒有家教」的本性，於個人社交平台發表自我宣傳言論及推銷自己的保險，再加上認為其自己發表的言論沒有錯而無需道歉，引起網民鄙視。
- 林作曾於社交網站自稱自己是「香港娛樂圈學歷最高的藝人」，事實上，娛樂圈早已有學歷高於他的藝人，例如：早於1987年獲香港大學電機電子工程學哲學博士的電影人陳哲民[13]、2003年獲得香港大學社會學哲學博士的文化人黃霑等。
- 2020年8月29日，林作引用電影《黑豹》男主角查德威克·鮑斯曼的死訊宣傳保險，表示：「45歲（實際是43歲）就大腸癌過身。疾病無從預測。一定要早啲check。check之前，記得搵林作保險。」隨後更不退讓地跟網民激辯，如轉貼BBC中文網的社交平台報道有關「黑豹」死訊，提大家關心腸道健康，還有奧巴馬貼出跟「黑豹」合照悼念，並反問網民那些是否屬消費死者行為。[14][15]此事引起大量網民不滿，指責他消費死者，連王貽興亦斥責林作消費死者行銷冇道德底線、不懂尊重與同情，又指他冇家教，「丟晒令壽堂架」。[16]
- 2020年10月27日：前無綫監製錢國偉病逝，林作於社交網站不止一則死訊消息下留言：「希望佢有買到危疾保險」，遭網民圍攻。[17]
- 2021年2月，林作於鍾培生的社交網站Facebook頁面上留言，指鍾培生抄襲自己的手法，引起鍾培生不滿並於社交網站Instagram的限時動態上向林作約戰拳賽。[18]
- 2022年6月19日父親節當日，陳凱琳孖生弟弟Derek在Instagram發了與父親的二人合照，卻惹來林作懷疑二人是否為真父子。林作明言願意出100萬替兩父子做親子鑒定，最後更使Derek需要離開香港避走加拿大。雖然部分網民一直懷疑陳凱琳與Derek兩姐弟是否混血兒，但網民普遍圍攻林作是否想拆散人家美好的家庭，而且林作一直咬著Derek不放更令網民不滿。

### 荷里活廣場謀殺案事件
- 2023年6月2日，荷里活廣場謀殺案發生，導至兩名無辜女子死亡後，林作隨即於社交平台發文，上載一張參考疑兇造型的照片，並稱有其穿着的同款波鞋出售。文章一出，迅速被大批網民批評。他遭狠批後自行刪除照片及帖文，他在刪除原帖後曾發聲明，稱堅決不會道歉，並「自豪」重申正因從不道歉「才能走到今日」。他更稱是「很好的教育大眾機會」，希望大眾不要脆弱到被事件引致不安，指世界各地每日皆發生殘忍的死亡事件，市民皆沒有反應。他又形容自己所做的比民青局局長麥美娟及紅十字會更有實際貢獻，稱「美國慶幸有特朗普，香港慶幸有林作」，「大把人欣賞我的幽默」。及後他續出帖，指「沒有任何事情是不應該被用來開玩笑的」。6月4日，林作工作保險公司英國保誠發表嚴正聲明，不點名指有個別理財顧問於社交平台就社會悲劇作出不當言論及行為，指與保誠的價值觀背道而馳，絕不代表保誠立場。保誠稱經內部調查，以「價值觀背道而馳」為由，決定終止與其合約，並稱公司有清晰的「社交媒體指引」，員工及理財顧問應當遵守。林作回覆傳媒確認消息，稱由公司最高層致電通知，未提及原因，估計因為網民攻擊公司，故在輿輪壓力下作此決定，又稱自己「無官一身輕」。[19][20][21][22]

### JPEX事件
- 被保險公司終止合約後，林作轉攻加密貨幣市場。2023年7月時，林作更在社交平台宣稱「申請成為JPEX合伙人」，之後又在講座推介JPEX。2023年8月底，他以每月約26萬港元承租中環娛樂行一個約三千平方呎的單位，開設一間名為「林作炒幣」的場外加密貨幣找換店。8月24日，林作在網上自稱收到一張74萬5千港元的支票，並寫道「這是本人上個月的其中一筆收入，好搵過以前做保險N倍。」[23]他多次在社交平台教導網民如何使用JPEX，並提供優惠碼吸引開戶。9月9日，「林作炒幣」正式開業。[24]
- 9月13日，香港證監會發出新聞稿，指虛擬資產交易平台 JPEX 無牌經營，並且無向證監會遞交牌照申請。林作之後緊急發文割蓆，並於9月15日與律師到灣仔警署，表示會主動就JPEX事件向警方提供資料。[25]
- 9月18日，曾宣稱申請成為JPEX合夥人的林作被商業罪案調查科拘捕。警方到林作在中環娛樂行的辦公室搜查，並在該辦公室檢獲大疊現鈔，之後林作被兩名警員押解至中區警署。[26][27] 9月19日晚上，被扣留超過24小時的林作獲准保釋。[28]
- 於9月9日才開業的「林作炒幣」虛擬資產場外兌換所，在9月20日結業並終止租約。[29][30]

## 外部連結
- Jolam, 林作的Facebook專頁
- 林作的Instagram帳戶
- Joseph C. Lam, BExcellent 遵理精英匯
- 林作保險 （页面存档备份，存于）
- 林作專欄《老作有理》